# Црква Светог Николе у Пули
Црква светог Николе у Пули је православни храм с краја 6. века.
Храм је подигнут на простору сатрог града Пуле, одмах уз антички плочник улице и на темељима античког квадратног објекта, који је изворно вероватно био кула и то крајем 6. века. Посвеéна је празнику Велике Госпојине.
Представља једнобродну грађевину димензија 7x14 м, правилно оријентисана са олтаром на истоку у облику тзв. равенске апсиде. Бочни зидови били су ојачани правилним ритмом лезена. Између лезена налазили су се прозорски отвори с полукружним врхом, с једноставним транзенама од вапненца. Олтар цркве био је украшен вишебојним подним мозаиком испреплетеним геометријским мотивима који су чинили крстове.
Црква припада скупини сличних малих цркава, нарочито с подручја Галижане и Фажане. Цркве с полигоналном апсидом припадају градитељској делатности покремутој подизањем базилике св. Марије Формозе у Пули од стране равенског епископа Максимијана (546.-556.), иначе родом из Истре. Истра је била укључена у Равенски егзархат, а равенска је црква у јужној Истри поседовала земљишта до 12. века.
Након темељне реконструкције око 1.200. године, додељена је грчкој православној верској заједници у Пули. 
При градњи пећи за пекару 1860. године уништен је већи део подног мозаика цркве. Црква је била очувана до кровишта готово до краја Другог светског рата, када је оштећена бомбардирањем, а 1953. године је у потпуности срушена.
Обоновљена је 1963. године. Обнову је покренуо и водио православни протојереј Петар Жорж.
Црква светог Николе у Пули данас припада епархији горњокарловачкој Српске православне Цркве. Сматра се једном од најстаријих хришћанских храмова у Истри и знатно шире. 